# Denise Pumain
Denise Pumain, née le 2 novembre 1946 à Montbard, est une géographe française, spécialiste de l'urbanisation et de la modélisation en sciences sociales. Ses recherches lui valent la reconnaissance du monde universitaire au-delà de la géographie. Elle a été récompensée par les plus hautes distinctions nationales, européennes et internationales.

## Biographie

### Formation
Denise Pumain naît le 2 novembre 1946 à Montbard en Côte d'Or. Elle fait ses études à l'école normale primaire de Dijon, puis à l'École normale supérieure de Fontenay-aux-roses. Agrégée de géographie en 1969, elle rédige en 1974 une thèse de 3e cycle sous la direction de Philippe Pinchemel qui porte sur l'Histoire de la Géographie au Québec, soutenue à l'université Panthéon-Sorbonne. C'est au Canada qu'elle acquiert ses connaissances en méthodes quantitatives.

En 1980, elle soutient un doctorat es-Lettres et Sciences Humaines dans la même université, intitulé Contribution à l'étude de la croissance urbaine dans le système urbain français. 

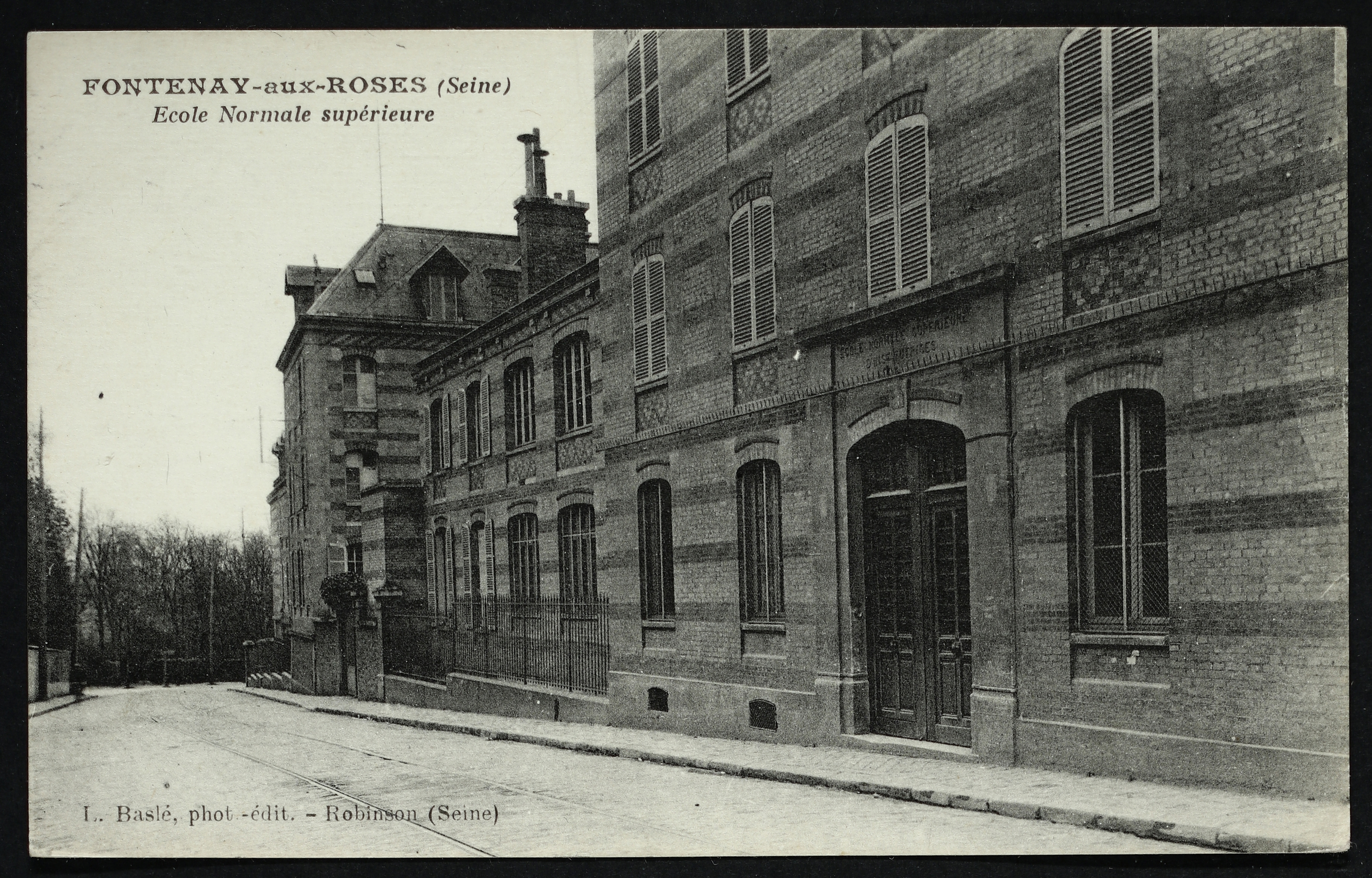
Carte postale ancienne de l'École normale supérieure de Fontenay où Denise Pumain a fait ses études

### Carrière
Denise Pumain commence sa carrière après sa thèse de 3e cycle comme assistante puis maître-assistante. En 1972, elle crée à l'université Paris I le premier cours d'analyse spatiale et de statistique en géographie. Avec Thérèse Saint-Julien, elle initie les premiers travaux d’analyse multi-variée sur les profils d’activités et les profils sociaux des villes,.
À partir de 1981, elle initie une collaboration avec des physiciens autour des questions de la modélisation et de la complexité à l'INED, dans un premier temps en tant que chargée de recherche.
En 1986 elle devient professeure des Universités à l’université Paris 13, puis en 1989 à Paris I. Elle est aujourd'hui professeure émérite à l'université Paris 1 Panthéon-Sorbonne et membre honoraire de l'Institut universitaire de France de 2004 à 2009.
Cofondatrice avec Thérèse Saint-Julien et Violette Rey de l’UMR Géographie-cités en 1984, elle la dirige entre 1992 et 2000. Elle est également la cofondatrice de l'équipe CNRS-PARIS (Pour l'avancement des recherches sur l'interaction spatiale) en 1989.
Elle a également été rectrice d’académie, membre senior de l’Institut universitaire de France, présidente de la Commission de géographie thématique et quantitative, présidente de la Commission de géographie urbaine de l’Union géographique internationale de 1992 à 2000 et directrice depuis 2006 du Groupement de recherche européen S4 (Spatial Simulation for the Social Sciences),.
Elle fonde en 1996 la revue européenne de géographie Cybergeo, première revue électronique en libre accès en sciences sociales, et codirige la revue L'Espace géographique. Denise Pumain dirige également la collection « Villes » pour les éditions Anthropos (Économica).

Entre autres prix, elle est récompensée en 2010 en France par la médaille d'argent du CNRS;  en Europe par l'ERC Advanced Research Grant ; et au niveau international par le prix Vautrin-Lud, l'équivalent du prix Nobel pour la géographie. 

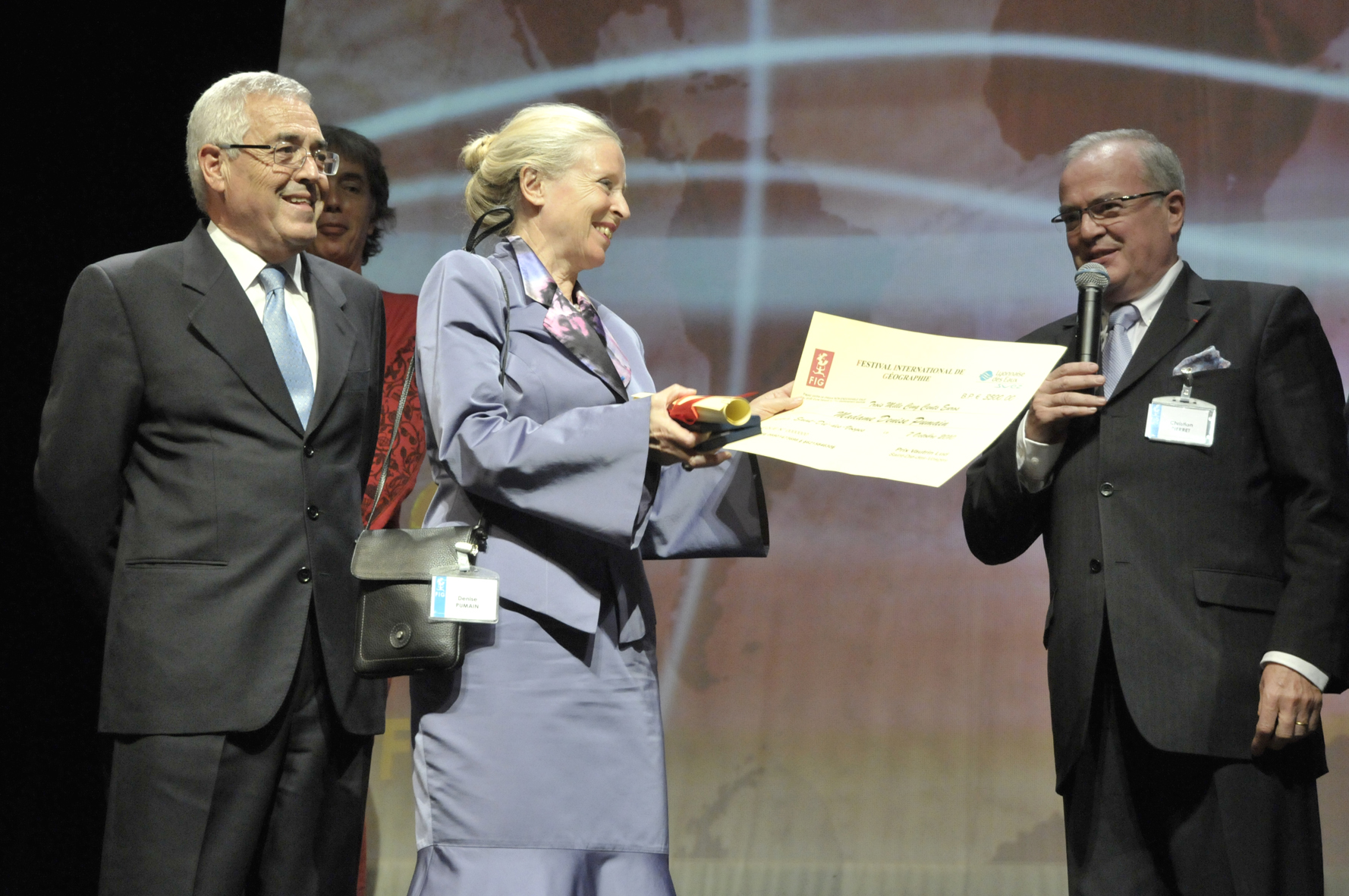
Denise Pumain recevant le prix Vautrin-Lud au Festival international de géographie 2010.

Elle décroche en 2010 également une bourse de 5 ans du Conseil Européen de la Recherche (ERC) pour son projet « GeoDiverCity », considéré comme central dans la recherche inter et transdisciplinaire.
En décembre 2014, lors de la 22e cérémonie du Trophée des femmes en or, elle reçoit le prix de la « Femme de l'innovation 2014 »,,.

## Parcours professionnel
- Assistante puis maître assistante à l'université Panthéon-Sorbonne de 1970 à 1981.
- Chargée de recherches à l'INED de 1981 à 1985.
- Cofondatrice du laboratoire Géographie-cités avec Thérèse Saint-Julien et Violette Rey en 1984[13].
- Professeure à l'université Paris-XIII de 1986 à 1989.
- Professeure à l'université Paris 1 Panthéon-Sorbonne depuis 1989.
- Rectrice de l'Académie de Grenoble de 2000 à 2001.
- Membre senior de l'Institut universitaire de France de 2004 à 2009.
- Directrice du Groupe de recherche européen "Simulation spatiale pour les sciences sociales" à partir de 2006[13].
- Déléguée scientifique de l'AERES, coordinatrice des sciences humaines et sociales entre 2007 et 2008.
- Directrice de l'unité mixte de recherche (UMR) 8504 « Géographie-cités » entre 1992 et 2000.

### Activités administratives

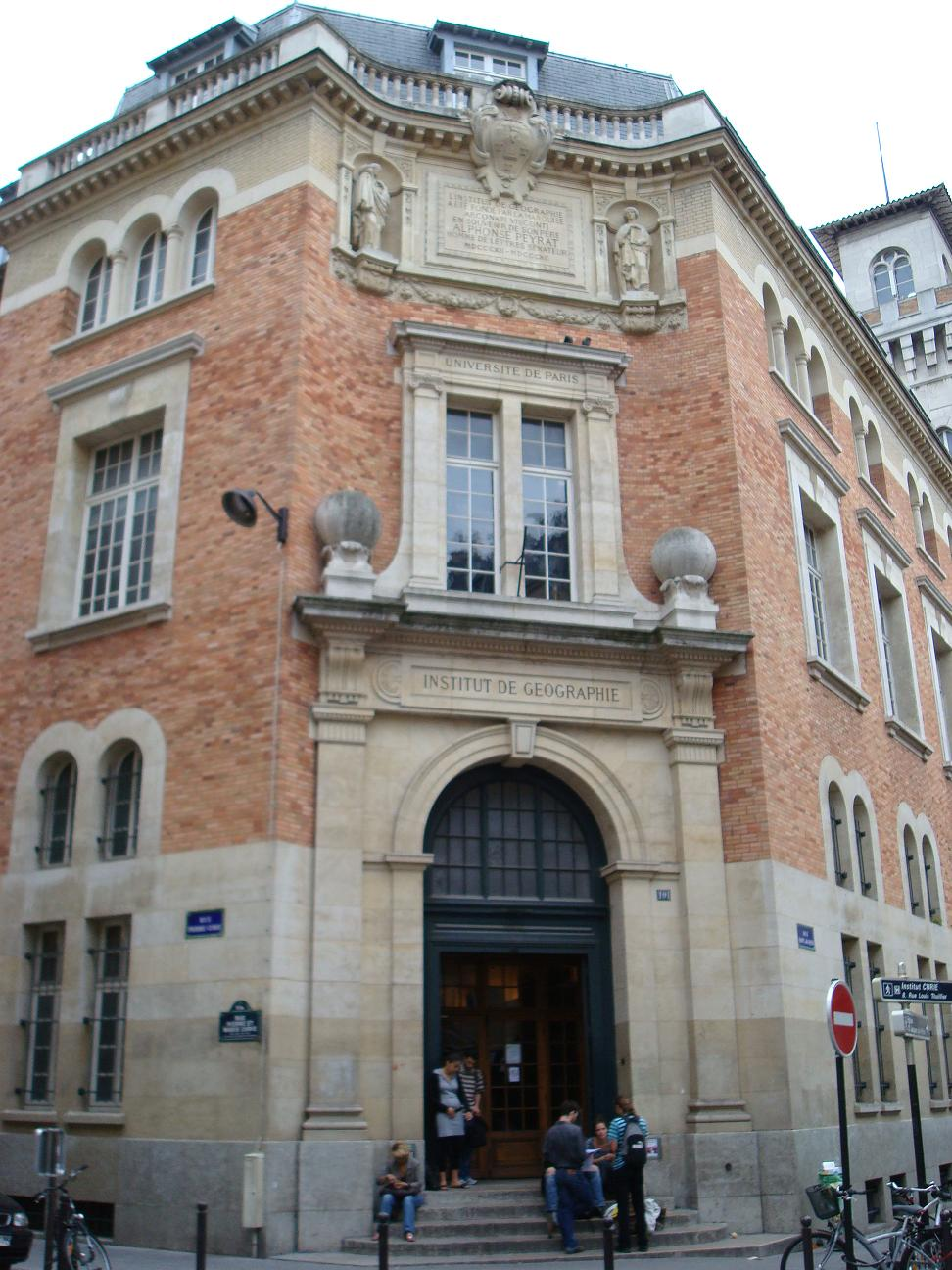
L'institut de géographie à Paris où Denise Pumain donne des cours pendant plusieurs années

Denise Pumain est membre du Conseil du HCERES depuis 2015 et membre du Conseil Scientifique du Musée des Confluences (Lyon) depuis 2006. Elle a également été membre du Conseil Scientifique du CNRS 2011-2014 et membre du Conseil Scientifique de la Région Paris-Ile-de-France 2011-2015.
En 1992, elle a été la cofondatrice du laboratoire Géographie-CItés (UMR 8504), ainsi que, en 1999, de l'équipe CNRS-PARIS (Pour l'avancement des recherches sur l'interaction spatiale).
Elle est également conseiller technique à l'Institut national d'études démographiques (INED).

### Activités d'enseignement
En 2016, Denise Pumain crée un MOOC avec Olivier Finance et Hadrien Commenges, intitulé « Échanges et proximité: la première loi de la géographie » portant sur des enjeux de modélisation et d'organisation de l'espace des sociétés.

## Travaux
Précurseure en géographie quantitative et analyse de données spatiales, ses travaux sur les systèmes urbains sont au cœur de ses recherches. Elle est notamment connue pour avoir élaboré une théorie évolutive des villes, « qu'elle a développée en s'appuyant sur les sciences de la complexité et la modélisation dynamique », et qui montre le rôle très important des réseaux d'échange dans la construction et le maintien des systèmes urbains.
Elle publie très tôt Les Dimensions du changement urbain (Éditions CNRS) avec Thérèse Saint-Julien (1978), et La dynamique des villes (1982). En cherchant identifier les paramètres qui conditionnent les dimensions géographiques des villes, elle se détourne des études monographiques jusque là prépondérantes et initie d'importants travaux sur la modélisation et l'analyse spatiale.
Elle contribue à largement diffuser en France ces notions et les outils de géographie quantitative, analyse spatiale et méthodologie de la cartographie à travers par exemple ses ouvrages La représentation des données géographiques : statistique et cartographie, écrit avec Michèle Béguin (qui en est à sa 4e édition) ou L'Analyse spatiale (avec Thérèse Saint-Julien). Ses travaux en analyse des données géographiques tiennent compte des évolutions des outils informatiques (télédétection, SIG) et sont destinés à manipuler des données statistiques à grande échelle pour créer des modèles de simulation adaptés aux SHS.
Lors de son projet interdisciplinaire « GeoDiverCity », réunissant notamment des géographes et des informaticiens autour de la thématique de la modélisation urbaine, elle a permis de tester et de créer de nouvelles méthodes de création et de validation de modèles, et de mettre en place une nouvelle méthode incrémentale pour la création de modèles de simulation en sciences sociales, une méthode utilisable quelle que soit la discipline.

### Une pionnière et une innovatrice
Pour Benoît Antheaume et Marie-Claire Robic, Denise Pumain est une pionnière de la « nouvelle géographie ». Elle a également été pionnière de « l'utilisation de la théorie de l'auto-organisation et des modèles dynamiques non linéaires transposés depuis les sciences physiques vers les sciences sociales ».
Dans Bailly et al, il est mentionné qu'elle « a renouvelé la géographie française en lui conférant un caractère scientifique, par ses publications et sa direction d’importantes équipes de recherche, qui travaillent au niveau européen. »
Défendant constamment la recherche en équipe, « Denise Pumain a toujours impulsé le mouvement, animé avec passion et fermeté de nombreux réseaux. Ce faisant, bravant le plafond de verre, elle n’a jamais cessé de gravir les marches du Panthéon géographique ».
Au-delà du prix de la « Femme de l'innovation » qu'elle reçoit en 2014, Benoît Antheaume et Marie-Claire Robic signalent déjà en 2010 sa capacité à l'innovation : « Denise Pumain a sans cesse voulu à la fois innover, en développant une approche théorique et quantitative des villes ; tester les modèles sur des cas empiriques dont l’ancrage spatio-temporel a été progressivement amplifié ; assurer la cohérence de la science géographique par la réflexion conceptuelle et méthodologique et par le débat. Bref, cumuler et transmettre le savoir géographique. »

## Récompenses et distinctions
- Médaille de bronze du CNRS en 1984 ;
- Prix DATAR de l'aménagement du territoire en 1990 ;
- Chevalière de la Légion d'honneur, ministère de l'Éducation nationale en 1999 ;
- Docteure honoris causa de l'université de Lausanne en 2003 ;

- Officière de l'ordre national du Mérite, ministère des affaires étrangères (Affaires européennes) en 2009 ;
- Membre correspondant de l'Académie autrichienne des sciences en 2009 ;
- Membre du conseil scientifique du service de l’observation et des statistiques en 2009[18] ;
- Bourse senior du Conseil Européen de la Recherche en 2010 ;

- Prix Vautrin-Lud en 2010[19] ;

- Médaille d'argent du CNRS en 2010 ;
- Membre correspondant de la British Academy en 2012 ;
- Docteure honoris causa de l'université de Liège en 2012 ;
- Officière de la Légion d'honneur[20] en 2013 ;
- Prix Femme en Or de l'Innovation 2014[21],[22],[23],[24],[19] ;
- Commandeure de la Légion d'honneur en 2022[25],[26].

## Publications

### Ouvrages
- Denise Pumain, La dynamique des villes., Économica, 1982 : (ISBN 2-7178-0470-6 et 978-2-7178-0470-6, OCLC 299388443, lire en ligne)
- Denise Pumain, Lena Sanders et Thérèse Saint-Julien, Villes et auto-organisation., Economica, 1989 (ISBN 2-7178-1635-6 et 978-2-7178-1635-8, OCLC 301133252, lire en ligne)
- (en) Denise Pumain, Spatial analysis and population dynamics, John Libbey & Co, 1991, 464 p. (ISBN 0-86196-310-5 et 978-0-86196-310-2, OCLC 463626132, lire en ligne)
- Denise Pumain et Michèle Béguin (ill. Elisabeth Pascard), La représentation des données géographiques : statistique et cartographie, Armand Colin, 1994 (ISBN 2-200-21539-8 et 978-2-200-21539-2, OCLC 299463132, lire en ligne)
- Antoine Bailly, Robert Ferras et Denise Pumain, Encyclopédie de géographie, Économica, 1992 (ISBN 2-7178-2330-1 et 978-2-7178-2330-1, OCLC 299440031, lire en ligne)
- Roger Brunet, Franck Auriac, Denise Pumain et Thérèse Saint-Julien, L'Espace des villes / Denise Pumain et Thérèse Saint-Julien., RECLUS, 1995 (ISBN 2-11-003380-0 et 978-2-11-003380-2, OCLC 33957229, lire en ligne)
- Denise Pumain et Francis Godard, Données urbaines. 1, Anthropos, 1996 (ISBN 2-7178-3066-9 et 978-2-7178-3066-8, OCLC 489691641, lire en ligne)
- Jean-Marc Offner et Denise Pumain (préf. Claude Raffestin), Réseaux territoires : significations croisées, Ed. de l'Aube, 1996 (ISBN 2-87678-297-9 et 978-2-87678-297-6, OCLC 416000348, lire en ligne)
- Denise Pumain, L'analyse spatiale. 1 : Localisations dans l'espace, Armand Colin, 1997 (ISBN 2-200-01897-5 et 978-2-200-01897-9, OCLC 38404654, lire en ligne)
- Denise Pumain et Thérèse Saint-Julien, « Atlas des villes de France », Gip Reclus, 1989 (ISBN 2-11-002189-6, consulté le 18 décembre 2021)
- Denise Pumain, Marie-Flore Mattei, Alain Chenu et Programme interdisciplinaire de recherche sur la ville, Données urbaines 2, Anthropos, 1998 (ISBN 2-7178-3643-8 et 978-2-7178-3643-1, OCLC 40172082, lire en ligne)
- Bernard Lepetit et Denise Pumain, Temporalités urbaines, Anthropos, 1999 (ISBN 2-7178-3790-6 et 978-2-7178-3790-2, OCLC 42887398, lire en ligne)
- Nadine Cattan, Denise Pumain, Céline Rozenblat et Thérèse Saint-Julien, Le Système des villes européennes, Anthropos, 1999 (ISBN 2-7178-3898-8 et 978-2-7178-3898-5, OCLC 43316648, lire en ligne)
- Denise Pumain, Thérèse Saint-Julien et Robert Ferras, France, Europe du Sud, vol. 2, Reclus. Hachette, 1990 (ISBN 2-01-014827-4 et 978-2-01-014827-9, OCLC 301482504, lire en ligne)
- Denise Pumain, Marie-Flore Mattei, Cyril Courgeau et Fabien Paulus, Données urbaines. 3, Anthropos, dl 2000 (ISBN 2-7178-4071-0 et 978-2-7178-4071-1, OCLC 490775297, lire en ligne)
- Thérèse Saint-Julien, Eugénie Dumas et Hélène Mathian, Les interactions spatiales : flux et changements dans l'espace géographique, Armand Colin, 2001 (ISBN 2-200-26146-2 et 978-2-200-26146-7, OCLC 46599626, lire en ligne)
- Denise Pumain, Marie-Flore Mattei et Cyril Courgeau, Données urbaines. 4, Anthropos, dl 2003 (ISBN 2-7178-4656-5 et 978-2-7178-4656-0, OCLC 491145486, lire en ligne)
- (en) Denise Pumain, Hierarchy in natural and social sciences, Springer, 2006 (ISBN 978-1-4020-4126-6, 1-4020-4126-8 et 978-1-4020-4127-3, OCLC 209931357, lire en ligne)
- Marie-Flore Mattei, Denise Pumain et Alain Chenu, Données urbaines 5, Anthropos, 2007 (ISBN 978-2-7178-5409-1 et 2-7178-5409-6, OCLC 277231894, lire en ligne)
- Thierry Paquot et Richard Kleinschmager, Dictionnaire la ville et l'urbain, Economica, 2006 (ISBN 2-7178-5224-7 et 978-2-7178-5224-0, OCLC 300862079, lire en ligne)
- David A. Lane, Denise Pumain, Sander Ernst van der Leeuw et Geoffrey West, Complexity perspectives in innovation and social change, Springer, 2009 (ISBN 978-1-4020-9663-1, 1-4020-9663-1 et 1-4020-9662-3, OCLC 318545446, lire en ligne)
- Géographes: de l’Exception à l'innovation, Introduction de la section Géographie du Dictionnaire universel des créatrices, avec Marie-Claire Robic et Mechtild Rössler[27]. Denise Pumain est par ailleurs directrice du secteur Géographie de ce dictionnaire, dans lequel elle a rédigé 18 notices bibliographiques.

### Rapports
- (en) Denise Pumain et Statistical Office of the European Communities, The statistical concept of the town in Europe, Office for Official Publications of the European Communities, 1992 (ISBN 92-826-4108-2 et 978-92-826-4108-8, OCLC 29529919, lire en ligne)

### Principaux articles
- Denise Pumain, « Pour une théorie évolutive des villes », L'Espace géographique, vol. 26, no 2,‎ 1997, p. 119–134 (DOI 10.3406/spgeo.1997.1063, lire en ligne, consulté le 17 décembre 2021)
- (en) Lena Sanders, Denise Pumain, Hélène Mathian et France Guérin-Pace, « SIMPOP: A Multiagent System for the Study of Urbanism », Environment and Planning B: Planning and Design, vol. 24, no 2,‎ 1er avril 1997, p. 287–305 (ISSN 0265-8135, DOI 10.1068/b240287, lire en ligne, consulté le 17 décembre 2021)
- Stéphane Bura, France Guérin-Pace, Hélène Mathian et Denise Pumain, « Multiagent Systems and the Dynamics of a Settlement System », Geographical Analysis, vol. 28, no 2,‎ 3 septembre 2010, p. 161–178 (ISSN 0016-7363, DOI 10.1111/j.1538-4632.1996.tb00927.x, lire en ligne, consulté le 17 décembre 2021)
- (en) Denise Pumain, Fabien Paulus, Céline Vacchiani-Marcuzzo et José Lobo, « An evolutionary theory for interpreting urban scaling laws », Cybergeo: European Journal of Geography,‎ 5 juillet 2006 (ISSN 1278-3366, DOI 10.4000/cybergeo.2519, lire en ligne, consulté le 17 décembre 2021)
- (en) Anne Bretagnolle, Éric Daudé et Denise Pumain, « From theory to modelling: urban systems as complex systems », Cybergeo: European Journal of Geography,‎ 8 mars 2006 (ISSN 1278-3366, DOI 10.4000/cybergeo.2420, lire en ligne, consulté le 17 décembre 2021)
- Denise Pumain et François Moriconi-Ebrard, « City size distributions and metropolisation », GeoJournal, vol. 43, no 4,‎ 1997, p. 307–314 (ISSN 0343-2521, lire en ligne, consulté le 17 décembre 2021)